# TSI (企業)
株式会社TSI（ティーエスアイ, TSI Inc.）は、日本のアパレル企業であり、TSIホールディングスのグループ会社。オンワードホールディングス、ワールド、三陽商会と並んで、大手アパレルの一社。
株式会社サンエー・ビーディーから、2021年3月1日にグループ内の7社を吸収合併して、株式会社TSIに商号変更した。

## 展開ブランド
- &byP&D（アンド バイピーアンドディー）
- JILL by JILL STUART（ジル バイ ジル スチュアート）
- NATURAL BEAUTY BASIC（ナチュラルビューティーベーシック）
- N.Natural Beauty Basic（エヌ ナチュラルビューティーベーシック）
- PROPORTION BODY DRESSING（プロポーション ボディドレッシング）
- Free's Mart（フリーズマート）
- nano universe（ナノユニバース）

## 沿革
- 2014年3月3日 - 株式会社サンエー・インターナショナル（旧法人。同日付で株式会社サンエー・インターナショナル資産管理に社名変更）のストアSPA事業を新設分割方式で分社化し、株式会社サンエー・ビーディー設立。[2]。
- 2014年9月1日 - TSIホールディングスがサンエー・インターナショナル資産管理を吸収合併するのに伴い、同社の子会社となる[2]。
- 2015年3月1日 - 株式会社FREE'S INTERNATIONALからフリーズマート事業を承継。[3]
- 2021年3月1日 - 株式会社サンエー・インターナショナル、株式会社TSIグルーヴアンドスポーツ、株式会社ナノ・ユニバース、株式会社アングローバル、株式会社ローズバッド、株式会社アイソラー及び株式会社TSI ECストラテジーを吸収合併し、株式会社TSIへ商号変更[4][5]。
- 2021年3月12日 - 株式会社TSI・プロダクション・ネットワークを吸収合併[5]。